# 松代秀樹
松代秀樹（まつしろひでき、1945年 - ）は、日本のマルクス主義研究者、革マル派中央労働者組織委員会の元常任、2019年に日本革命的共産主義者同盟革命的マルクス主義派（探究派）（革共同・革マル派（探究派））を結成。ペンネームは北井信弘など。

## 経歴・人物
関西地方にて革マル派教育労働者組織の中心メンバーとして活動した後、1977年に政治組織局員の藤原隆義（杜学）が殺害された事態をうけ、その後任として国鉄戦線担当のWOB常任を務めた。その間、主に経済学・社会主義論の分野で多数の論文を執筆した（他のペンネームとしては「五領進」「笠置高男」の名がある）。
2004年頃、黒田寛一により「個別オルグ主義」の傾向を批判され、組織内の思想闘争に敗北、常任を外される。
その後は北関東に移住しパート労働者として勤務しながら、2014年に「北井信弘」の名で著書『経済建設論』二巻を公刊。以後、「反帝国主義・反スターリン主義」世界革命戦略をめぐる革マル派中央指導部の理論的な動揺を批判する文章をインターネット上で公開しつつ、自前の出版社「創造ブックス」をつうじて連続的に著書を出版。
2019年、革マル派から排除されたメンバーたちと共に「革共同・革マル派（探究派）」を結成し、「革共同第四次分裂」を宣言した。

## 書籍等

### 松代秀樹としての著書、編著書
- 『宇野経済学との対決』片桐悠との共著、こぶし書房、1980年。
- 『石油危機下の日本経済』こぶし書房、1981年。
- 『『資本論』と現代資本主義』こぶし書房、1984年。
- 『スターリン主義の超克 第5巻 労働運動論』編著、こぶし書房、1986年。
- 『日本経済分析のために』こぶし書房、1993年。
- 『日本経済の構造的危機』解放社（発売：あかね図書販売）、2001年。
- 『コロナ危機との闘い：黒田寛一の営為をうけつぎ反スターリン主義運動の再興を』編著、プラズマ出版、2020年。
- 『コロナ危機の超克 黒田寛一の実践論と組織創造論をわがものに』椿原清孝との共編、プラズマ出版、2020年。
- 『脱炭素と『資本論』：黒田寛一の組織づくりをいかに受け継ぐべきなのか』藤川一久との共編、プラズマ出版、2021年。

### 笠置高男としての論文、著書
- 「教育労働の経済学的考察」、『共産主義者』86号、解放社、1986年。
- 『21世紀の教育と日本的経営』編著、解放社（発売：あかね図書販売）、2002年。

### 五領進としての論文
- 「官僚制国家資本主義へ変質する現代ソ連邦：「調整される市場経済への移行」の意味するもの」、『解放』1120号、解放社、1990年5月。
- 「プレオブラジェンスキー「社会主義的原始蓄積」論とこれをめぐるブハーリンとの論争」（上）、『新世紀』252号、解放社、2011年5月。
- 「プレオブラジェンスキー「社会主義的原始蓄積」論とこれをめぐるブハーリンとの論争」（下）、『新世紀』253号、解放社、2011年7月。

### 北井信弘としての著書
- 『経済建設論 第一巻 商品経済の廃絶：過渡期社会の経済建設』西田書店、2014年。
- 『経済建設論 第二巻 レーニンの格闘：マルクス主義のロシアへの土着化』西田書店、2014年。
- 『ロシア・中国の変質と反スターリン主義』著者発行、2015年（2018年に創造ブックスより再刊）。
- 『経済建設論ノート 第一巻 マルクス共産主義論の発展』著者発行、2015年（新装版『ロシア革命の教訓：新しい社会 ロシア革命100年』創造ブックス、2017年）。
- 『経済建設論ノート 第二巻 ソ連の自己解体、その理論的根拠』著者発行、2015年（新装版『ソ連崩壊の根源：スターリン主義 ロシア革命100年』創造ブックス、2017年）。
- 『経済建設論ノート 第三巻 レーニン理論の検討：ボルシェビキの経済建設論』著者発行、2015年（新装版『レーニンの苦闘をわがものに ロシア革命100年』創造ブックス、2017年）。
- 『経済建設論ノート 第四巻 マルクス主義の土着化』著者発行、2015年（新装版『レーニンとロシア農民：マルクスの手紙を光として ロシア革命100年』創造ブックス、2017年）。
- 『二一世紀の資本主義と変革主体の危機』著者発行、2015年。
- 『危機 現代へのマルクス主義の貫徹』著者発行、2015年。
- 『迫りくる破局 蘇らせよマルクスの魂を』著者発行、2016年。
- 『共産主義経済建設論』著者発行、2016年。
- 『革命ロシア経済建設の総括 最初の八か月 ロシア革命100年』創造ブックス、2017年。
- 『ロシア革命とわれわれ 教訓と2017年ドキュメント ロシア革命100年』創造ブックス、2017年。
- 『認識方法論の諸問題：武谷三段階論とアインシュタインと重力子』創造ブックス、2018年。
- 『変革の意志：黒田寛一と梯明秀と西田幾多郎の思索に思う』創造ブックス、2018年。
- 『現代の超克：私の内に生きるマルクスと黒田寛一の哲学』創造ブックス、2019年。
- 『決断の根底：おのれの意志創造の唯物論的解明のために』創造ブックス、2020年。